# Rinorea laevigata
Rinorea laevigata là một loài thực vật có hoa trong họ Hoa tím. Loài này được (Sol. ex Ging.) Hekking miêu tả khoa học đầu tiên năm 1988.